# أندراش بالتسو
أندراش بالتسو (András Balczó) هو لاعب أولمبي لرياضة الخماسي الحديث من المجر. شارك في الأولمبياد الصيفي في 1960–1972، وفاز بما مجموعه 5 ميداليات.

## الميداليات
| ذهب | فضة | برونز | المجموع |
| 3   | 2   | 0     | 5       |

## روابط خارجية
- أندراش بالتسو على موقع أوليمبيديا (الإنجليزية)
- أندراش بالتسو على موقع اللجنة الأولمبية المجرية (الهنغارية)